# Grisy-sur-Seine
Pour les articles homonymes, voir Grisy (homonymie).
Grisy-sur-Seine est une commune française située dans le département de Seine-et-Marne en région Île-de-France.

## Géographie

### Localisation
La commune est  située dans la vallée de la Seine dans la région naturelle de la Bassée,  en Seine-et-Marne et aux confins de l’Aube et de l’Yonne.
Elle se trouve à environ 18,8 kilomètres au sud  de Provins .
La commune fait partie de l'aire d'attraction de Paris, de la zone d'emploi de Provins et du bassin de vie de Bray-sur-Seine

### Communes limitrophes
Les communes limitrophes sont  Gouaix, Jaulnes, Noyen-sur-Seine, Passy-sur-Seine et Villenauxe-la-Petite.
|         | Gouaix               | Noyen-sur-Seine |
| Jaulnes | Grisy-sur-Seine      |                 |
|         | Villenauxe-la-Petite | Passy-sur-Seine |

### Géologie et relief
La superficie de la commune est de 6,57 km2 ; son altitude varie de 54  à   67 mètres. 
Le village se trouve sur le rebord d’une ancienne terrasse alluviale de la Seine, surplombant de cinq mètres les fonds humides du méandre du fleuve.

### Hydrographie

#### Réseau hydrographique

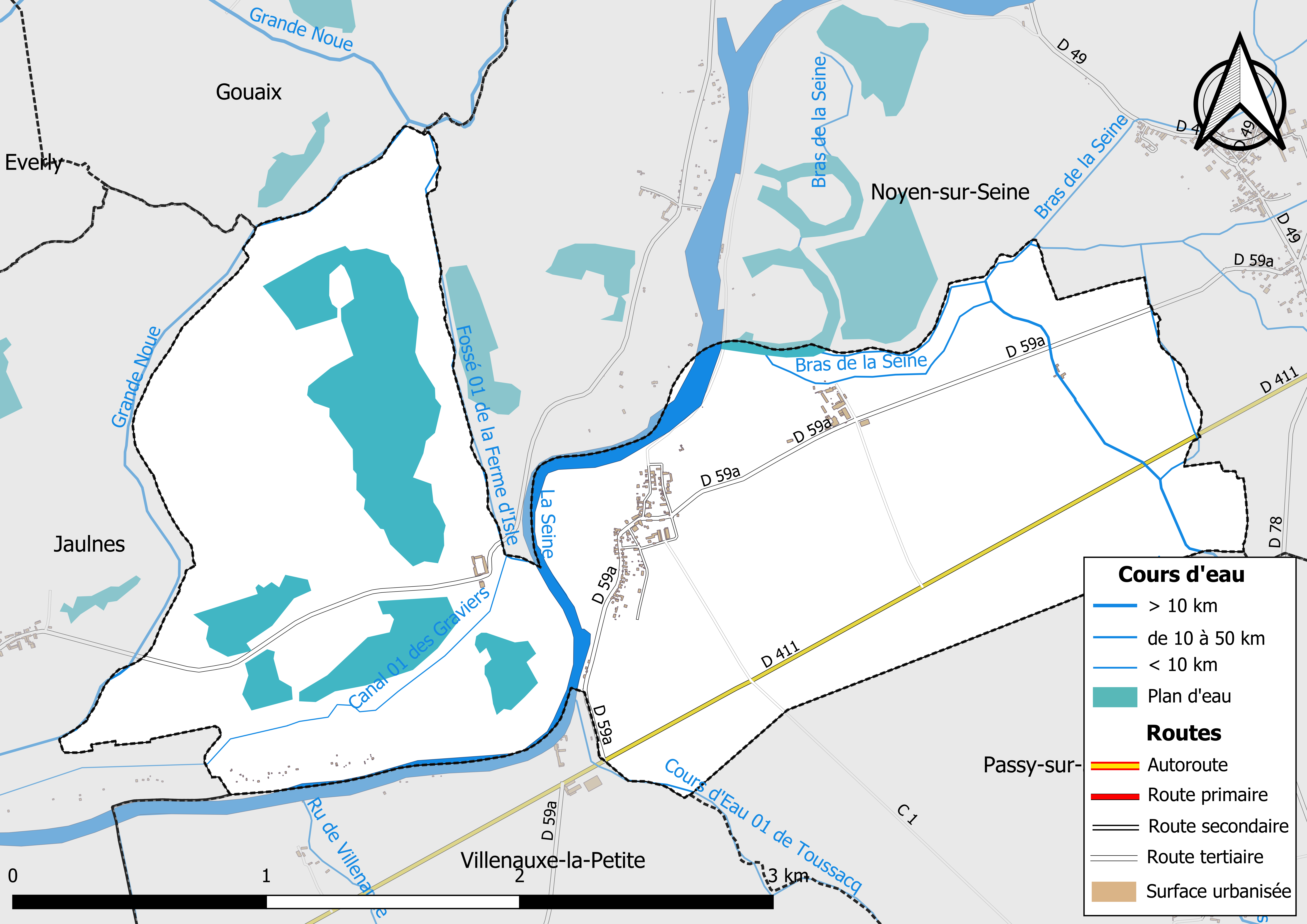
Carte des réseaux hydrographique et routier de Grisy-sur-Seine.

Le réseau hydrographique de la commune se compose de douze cours d'eau référencés :
- la Seine, fleuve long de 774,76 km[3], ainsi que :
  - un bras de 1,10 km[4] ;
  - un bras de 2,04 km[5] ;
  - un bras de 2,87 km[6] ;
    - le canal 01 de Mézières, cours d'eau naturel de 2,62 km[7], qui conflue avec un bras de la Seine ; 
      - le bras 01 du Moulin Hauts Champs, 1,08 km[8], qui conflue avec  le canal 01 de Mézières ;

  - la Grande Noue, 8,79 km[9], et ;
  - le cours d'eau 01 de Toussacq , 2,81 km[10] et ;
  - le fossé 01 de la Ferme d'Isle, canal non navigable de 1,95 km[11], et ;
  - le canal 01 des Graviers, cours d'eau naturel de 4,14 km[12], qui confluent avec  la  Seine
- le cours d'eau 01 du Moulin Hauts Champs, long de 5,39 km[13] ;
- le fossé 01 de l'Étang Sanguinoye, canal de 1,35 km[14].

La longueur totale des cours d'eau sur la commune est de 9,53 km.

#### Gestion des cours d'eau
Afin d’atteindre le bon état des eaux imposé par la Directive-cadre sur l'eau du 23 octobre 2000, plusieurs outils de gestion intégrée s’articulent à différentes échelles : le SDAGE, à l’échelle du bassin hydrographique, et le SAGE, à l’échelle locale. Ce dernier fixe les objectifs généraux d’utilisation, de mise en valeur et de protection quantitative et qualitative des ressources en eau superficielle et souterraine. Le département de Seine-et-Marne est couvert par six SAGE, au sein du bassin Seine-Normandie.
La commune fait partie du SAGE « Bassée Voulzie », en cours d'élaboration en décembre 2020. Le territoire de ce SAGE concerne 144 communes dont 73 en Seine-et-Marne, 50 dans l'Aube, 15 dans la Marne et 6 dans l'Yonne, pour une superficie de 1 710 km2,. Le pilotage et l’animation du SAGE sont assurés par Syndicat Mixte Ouvert de l’eau potable, de l’assainissement collectif, de l’assainissement non collectif, des milieux aquatiques et de la démoustication (SDDEA), qualifié de « structure porteuse ».

### Climat
Pour des articles plus généraux, voir Climat de l'Île-de-France et Climat de Seine-et-Marne.
En 2010, le climat de la commune est de type climat océanique dégradé des plaines du Centre et du Nord, selon une étude du CNRS s'appuyant sur une série de données couvrant la période 1971-2000. En 2020, Météo-France publie une typologie des climats de la France métropolitaine dans laquelle la commune est exposée à un climat océanique altéré et est dans la région climatique Nord-est du bassin Parisien, caractérisée par un ensoleillement médiocre, une pluviométrie moyenne régulièrement répartie au cours de l’année et un hiver froid (3 °C).
Pour la période 1971-2000, la température annuelle moyenne est de 10,9 °C, avec une amplitude thermique annuelle de 15,5 °C. Le cumul annuel moyen de précipitations est de 681 mm, avec 11,1 jours de précipitations en janvier et 7,6 jours en juillet. Pour la période 1991-2020, la température moyenne annuelle observée sur la station météorologique la plus proche, située sur la commune de Bouy-sur-Orvin à 14 km à vol d'oiseau, est de 11,4 °C et le cumul annuel moyen de précipitations est de 635,9 mm,. Pour l'avenir, les paramètres climatiques de la commune estimés pour 2050 selon différents scénarios d'émission de gaz à effet de serre sont consultables sur un site dédié publié par Météo-France en novembre 2022.

### Milieux naturels et biodiversité

#### Espaces protégés
La protection réglementaire est le mode d’intervention le plus fort pour préserver des espaces naturels remarquables et leur biodiversité associée,.
Un  espace protégé est présent sur la commune : 
la réserve naturelle nationale de « La Bassée », d'une superficie de 867 ha, la plus grande d’Île de France. Elle englobe une mosaïque de milieux, étroitement liés à la dynamique de la Seine et des noues, qui abrite un patrimoine naturel d'exception,.

#### Réseau Natura 2000

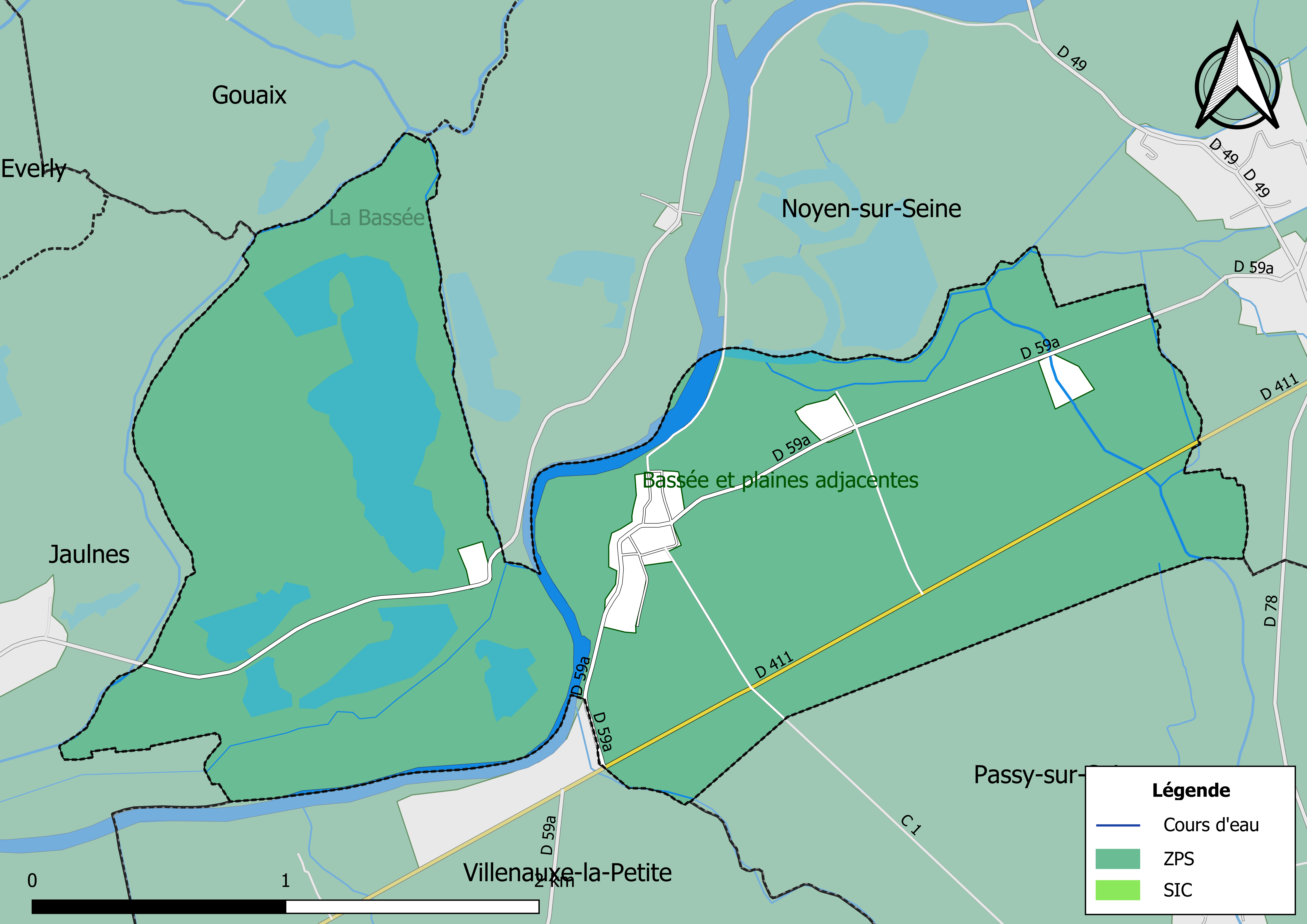
Sites Natura 2000 sur le territoire communal.

Le réseau Natura 2000 est un réseau écologique européen de sites naturels d’intérêt écologique élaboré à partir des Directives « Habitats » et « Oiseaux ». Ce réseau est constitué de Zones spéciales de conservation (ZSC) et de Zones de protection spéciale (ZPS). Dans les zones de ce réseau, les États Membres s'engagent à maintenir dans un état de conservation favorable les types d'habitats et d'espèces concernés, par le biais de mesures réglementaires, administratives ou contractuelles.
Un site Natura 2000 a été défini sur la commune au titre de la « directive Habitats », : 
- la « Bassée », d'une superficie de 1 403 ha, une vaste plaine alluviale de la Seine. Elle abrite la plus grande et l’une des dernières forêts alluviales du Bassin parisien ainsi qu’un ensemble relictuel de prairies humides[31],[32] ;

et un  au titre de la « directive Oiseaux » :  
- la « Bassée et plaines adjacentes », d'une superficie de 27 643 ha, une vaste plaine alluviale de la Seine bordée par un coteau marqué au nord et par un plateau agricole au sud. Elle abrite une importante diversité de milieux qui conditionnent la présence d’une avifaune très riche[33],[34].

#### Zones naturelles d'intérêt écologique, faunistique et floristique
L’inventaire des zones naturelles d'intérêt écologique, faunistique et floristique (ZNIEFF) a pour objectif de réaliser une couverture des zones les plus intéressantes sur le plan écologique, essentiellement dans la perspective d’améliorer la connaissance du patrimoine naturel national et de fournir aux différents décideurs un outil d’aide à la prise en compte de l’environnement dans l’aménagement du territoire.
Le territoire communal de Grisy-sur-Seine comprend deux ZNIEFF de type 1,,, 
le « plan d'eau des Rouqueux » (67,8 ha) ;
et la « Reserve de la Bassée et Abords » (1 062,13 ha), couvrant 8 communes du département
et une ZNIEFF de type 2,, 
la « vallée de la Seine entre Montereau et Melz-sur-Seine (Bassee) » (14 216,75 ha), couvrant 26 communes du département.

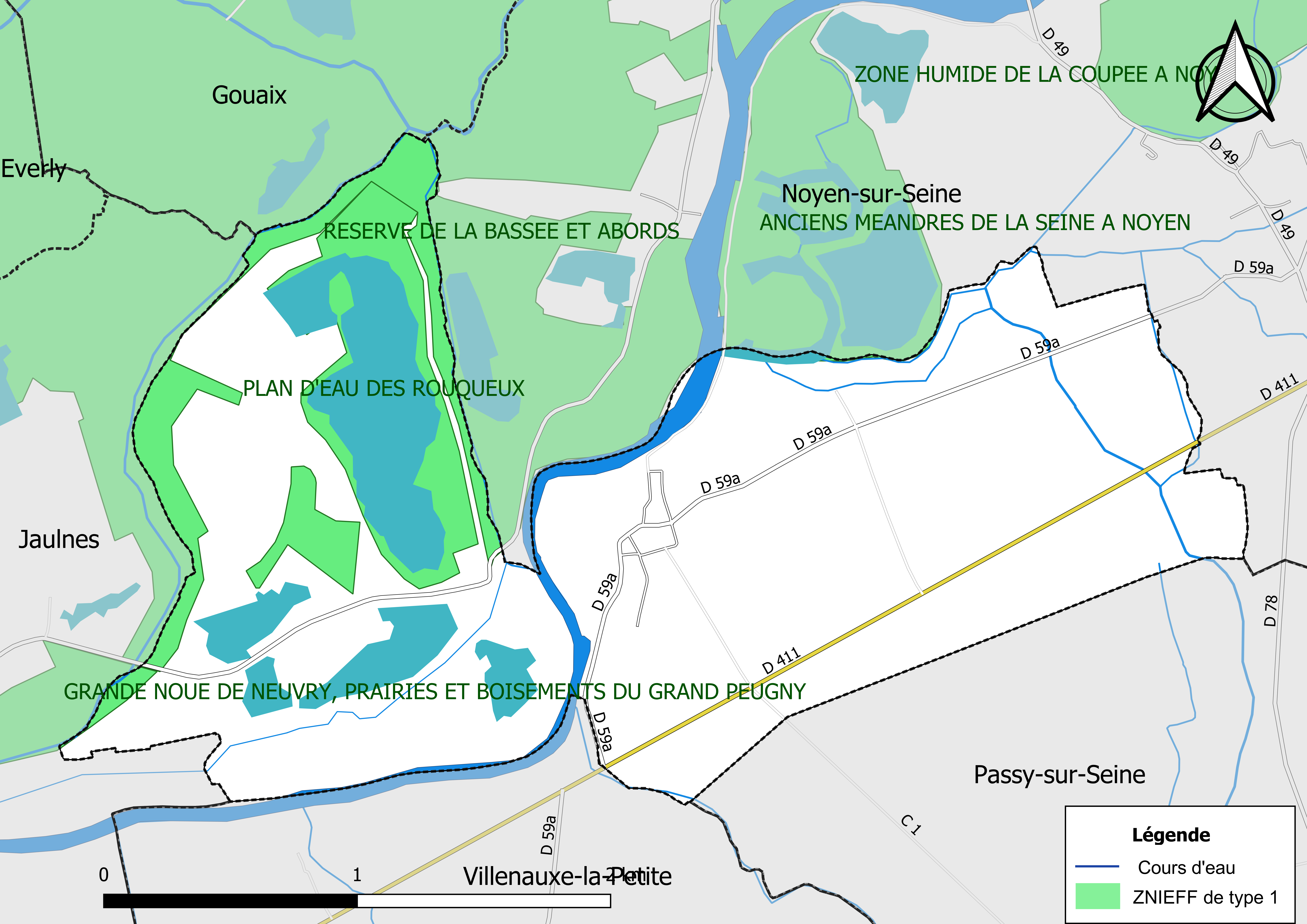
Carte des ZNIEFF de type 1 de la commune.
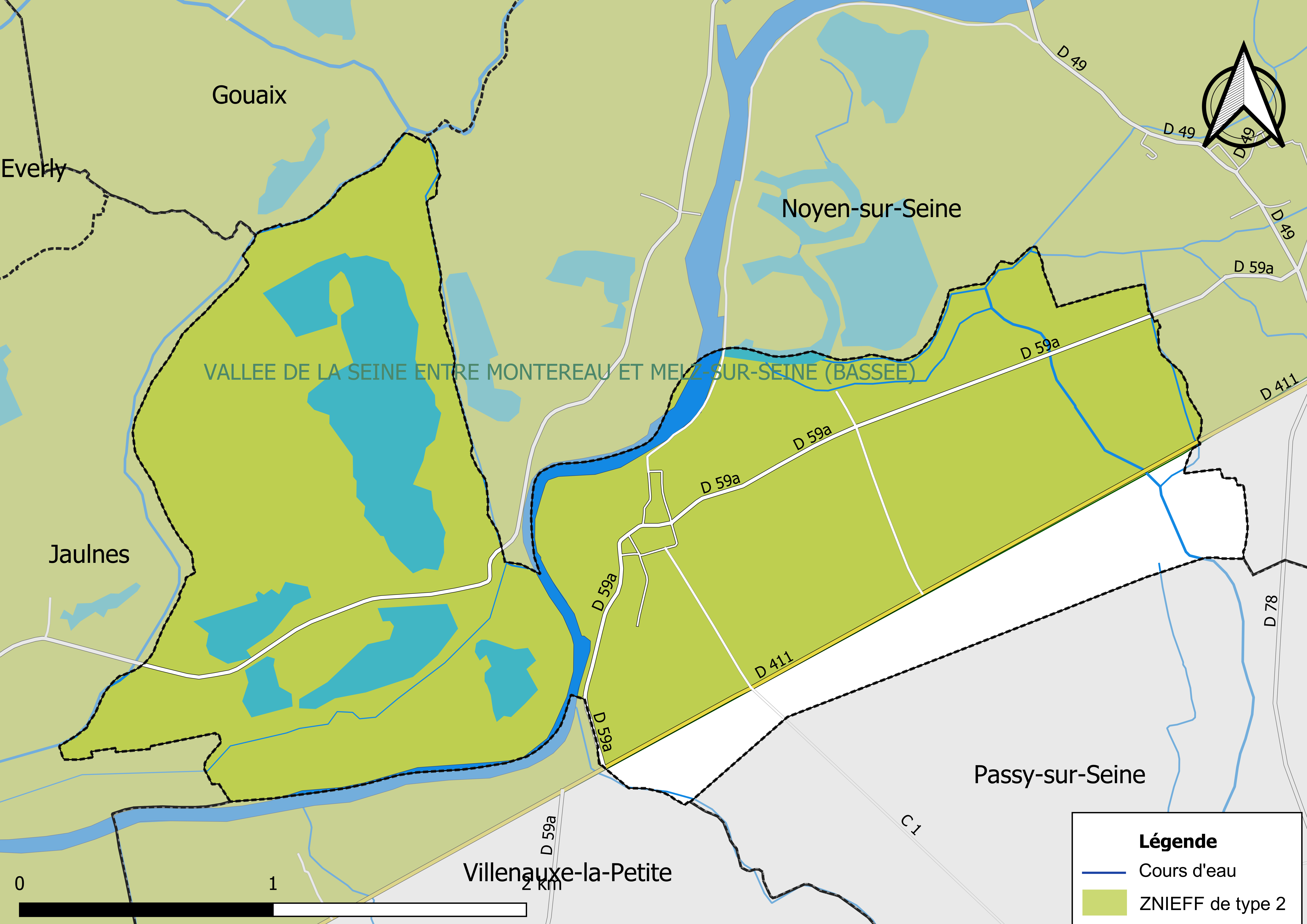
Carte des ZNIEFF de type 2 de la commune.

## Urbanisme

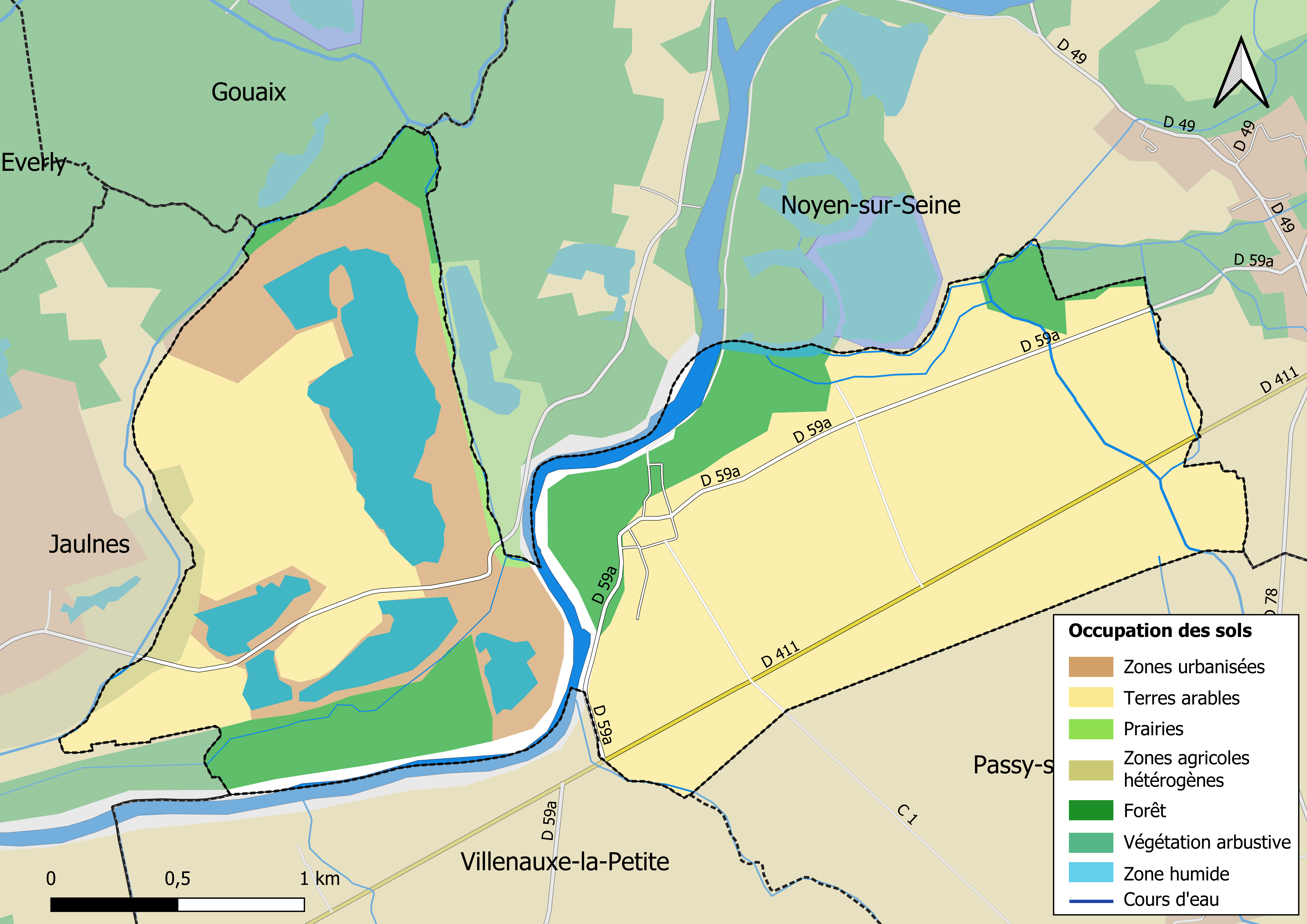
Carte des infrastructures et de l'occupation des sols de la commune en 2018 (CLC).

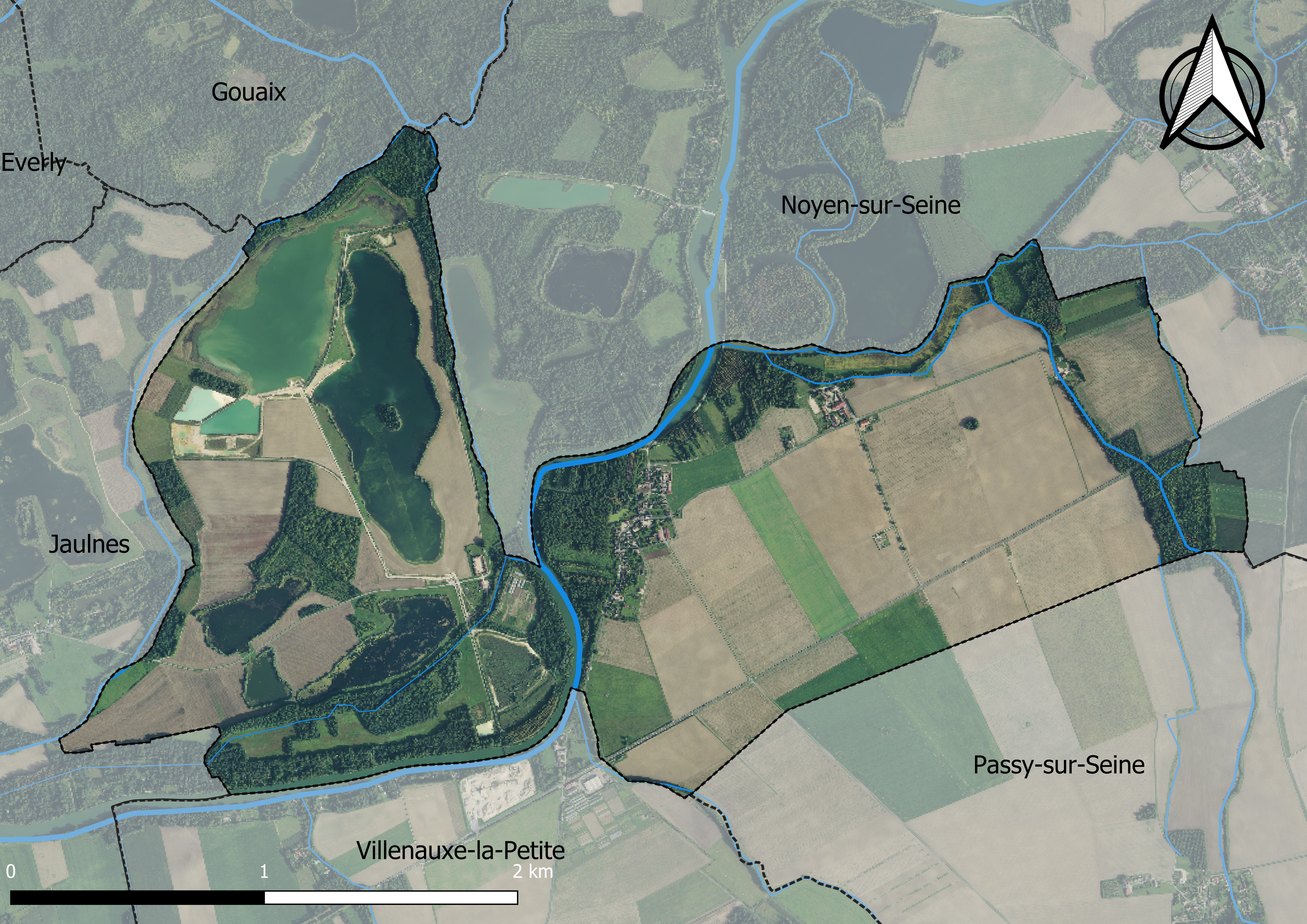
Carte orhophotogrammétrique de la commune.

### Typologie
Au 1er janvier 2024, Grisy-sur-Seine est catégorisée commune rurale à habitat dispersé, selon la nouvelle grille communale de densité à sept niveaux définie par l'Insee en 2022.
Elle est située hors unité urbaine. Par ailleurs la commune fait partie de l'aire d'attraction de Paris, dont elle est une commune de la couronne,. Cette aire regroupe 1 929 communes,.

### Lieux-dits et écarts
La commune compte 39 lieux-dits administratifs répertoriés consultables ici (source : le fichier Fantoir).

### Occupation des sols
L'occupation des sols de la commune, telle qu'elle ressort de la base de données européenne d’occupation biophysique des sols Corine Land Cover (CLC), est marquée par l'importance des territoires agricoles (56,4 % en 2018), en diminution par rapport à 1990 (68,5 %). 
La répartition détaillée en 2018 est la suivante : terres arables (54,3% ), eaux continentales (30% ), forêts (13,6% ), zones agricoles hétérogènes (1,6% ), prairies (0,5 %).
Parallèlement, L'Institut Paris Région, agence d'urbanisme de la région Île-de-France, a mis en place un inventaire numérique de l'occupation du sol de l'Île-de-France, dénommé le MOS (Mode d'occupation du sol), actualisé régulièrement depuis sa première édition en 1982. Réalisé à partir de photos aériennes, le Mos distingue les espaces naturels, agricoles et forestiers mais aussi les espaces urbains (habitat, infrastructures, équipements, activités économiques, etc.) selon une classification pouvant aller jusqu'à 81 postes, différente de celle de Corine Land Cover,,. L'Institut met également à disposition des outils permettant de visualiser par photo aérienne l'évolution de l'occupation des sols de la commune entre 1949 et 2018.

### Habitat et logement
En 2021, le nombre total de logements dans la commune était de 89, alors qu'il était de 91 en 2016 et de 86 en 2011. 
Parmi ces logements, 53,4 % étaient des résidences principales, 33,3 % des résidences secondaires et 13,3 % des logements vacants. Ces logements étaient pour 98,9 % d'entre eux des maisons individuelles et pour 1,1 % des appartements. 
Le tableau ci-dessous présente la typologie des logements à Grisy-sur-Seine en 2021 en comparaison avec celle de Seine-et-Marne et de la France entière. Une caractéristique marquante du parc de logements est ainsi une proportion de résidences secondaires et logements occasionnels (33,3 %) supérieure à celle du département (3,1 %) et à celle de la France entière (9,7 %). 
| Typologie                                               | Grisy-sur-Seine | Seine-et-Marne | France entière |
| ------------------------------------------------------- | --------------- | -------------- | -------------- |
| Résidences principales (en %)                           | 53,4            | 90,2           | 82,2           |
| Résidences secondaires et logements occasionnels (en %) | 33,3            | 3,1            | 9,7            |
| Logements vacants (en %)                                | 13,3            | 6,7            | 8,1            |

### Planification de l'aménagement
La loi SRU du 13 décembre 2000 a incité les communes à se regrouper au sein d’un établissement public, pour déterminer les partis d’aménagement de l’espace au sein d’un SCoT, un document d’orientation stratégique des politiques publiques à une grande échelle et à un horizon de 20 ans et s'imposant aux documents d'urbanisme locaux, les PLU (Plan local d'urbanisme). La commune est dans le territoire du SCOT Grand Provinois, dont le projet a été arrêté le 29 janvier 2020, porté par le syndicat mixte d’études et de programmation (SMEP) du Grand Provinois, qui regroupe les Communautés de Communes du Provinois et de Bassée-Montois, soit 82 communes.
La commune disposait en 2019 d'un plan local d'urbanisme en révision. Le zonage réglementaire et le règlement associé peuvent être consultés sur le Géoportail de l'urbanisme.

### Voies de communication et transports
La commune est desservie par la  ligne d'autocars No 30A du réseau de bus Pays Briard.

## Toponymie
Grisy s'est appelé Sanctus Projectus jusqu'au XIIIe siècle.
Le nom de la localité est mentionné sous les formes Sanctus Prejectus au XIe siècle ; Sanctus Praier vers 1201 ; Sanctus Preier en 1201 ; Saint Prier vers 1222 (Livre des vassaux) ; Sanctus Projectus en 1250 ; Grisi vers 1260 ; Saint Prayes en 1265 ; Sanctus Prejectus super Secanam en 1275 ; Saint Preer en 1331 ; Saint Prest en 1400 ; Le fief de Grisy Saint Prais en 1587 ; Saint Prest et Grisiacum au XVIe siècle (Pouillé de Sens) ; Grisy en l'an IX.
Le toponyme Grisy fait référence à la présence de grès, Grisy se situe sur un sol particulièrement gréseux.

## Histoire

### Préhistoire
À la ferme d'Isle, la pointe amont de l'île a été fortifiée d'une double enceinte avec deux enclos. En rive droite se trouvaient trois fossés. De l'autre côté de la ferme, un chemin menant au lieu-dit les Rouqueux révèle un grand arc en ellipse et un petit fossé circulaire près de la Corne du Bois d'Île. Et au-delà de ce fossé il y a une série de fossés de même type dans les champs du Bois des six arpents. Sépultures individuelles et collectives du IIIe millénaire av. J.-C. aux Roqueux.

## Politique et administration

### Rattachements administratifs et électoraux

#### Rattachements administratifs
La commune se trouve dans l'arrondissement de Provins du département de la Seine-et-Marne.  
Elle faisait partie depuis 1793 du canton de Bray-sur-Seine. Dans le cadre du redécoupage cantonal de 2014 en France, cette circonscription administrative territoriale a disparu, et le canton n'est plus qu'une circonscription électorale.

#### Rattachements électoraux
Pour les élections départementales, la commune fait partie depuis 2014 du canton de Provins.
Pour l'élection des députés, elle fait partie de la quatrième circonscription de Seine-et-Marne.

### Intercommunalité
Grisy-sur-Seine était membre de la communauté de communes de la Bassée, un établissement public de coopération intercommunale (EPCI) à fiscalité propre créé fin 2001 sous le nom de Communauté de communes du canton de Bray-sur-Seine et auquel la commune avait transféré un certain nombre de ses compétences, dans les conditions déterminées par le code général des collectivités territoriales.
Dans le cadre des dispositions de la loi portant nouvelle organisation territoriale de la République du 7 août 2015, qui prévoit que les établissements publics de coopération intercommunale (EPCI) à fiscalité propre doivent avoir un minimum de 15 000 habitants, cette intercommunalité a fusionné avec la communauté de communes du Montois pour former, le 1er janvier 2017, la communauté de communes de la Bassée - Montois, dont est désormais membre la commune.

### Liste des maires
| Période                                  | Période                       | Identité             | Étiquette | Qualité                |
| ---------------------------------------- | ----------------------------- | -------------------- | --------- | ---------------------- |
| Les données manquantes sont à compléter. |                               |                      |           |                        |
|                                          |                               |                      |           |                        |
| avant 1988                               |                               | Jean-Louis Colas     |           |                        |
| 1995                                     | 2008                          | Bruno Flon           |           | Agriculteur            |
| mars 2008                                | mai 2020                      | Jean-Claude Jegoudez |           | Ingénieur              |
| mai 2020                                 | avril 2021                    | Jérôme Juzwenko      |           | Artisan Démissionnaire |
| juin 2021                                | En cours (au 31 octobre 2024) | Martine Flon         |           | Sans profession        |

## Équipements et services

### Eau et assainissement
L’organisation de la distribution de l’eau potable, de la collecte et du traitement des eaux usées et pluviales relève des communes. La loi NOTRe de 2015 a accru le rôle des EPCI à fiscalité propre en leur transférant cette compétence. Ce transfert devait en principe être effectif au 1er janvier 2020, mais la loi Ferrand-Fesneau du 3 août 2018 a introduit la possibilité d’un report de ce transfert au 1er janvier 2026,.

#### Assainissement des eaux usées
En 2020, la commune de Grisy-sur-Seine ne dispose pas d'assainissement collectif,.
L’assainissement non collectif (ANC) désigne les installations individuelles de traitement des eaux domestiques qui ne sont pas desservies par un réseau public de collecte des eaux usées et qui doivent en conséquence traiter elles-mêmes leurs eaux usées avant de les rejeter dans le milieu naturel. La communauté de communes de la Bassée - Montois (CCBM) assure pour le compte de la commune le service public d'assainissement non collectif (SPANC), qui a pour mission de vérifier la bonne exécution des travaux de réalisation et de réhabilitation, ainsi que le bon fonctionnement et l’entretien des installations,.

#### Eau potable
En 2020, l'alimentation en eau potable est assurée par la commune qui gère le service en régie,,.
Les nappes de Beauce et du Champigny sont classées en zone de répartition des eaux (ZRE), signifiant un déséquilibre entre les besoins en eau et la ressource disponible. Le changement climatique est susceptible d’aggraver ce déséquilibre. Ainsi afin de renforcer la garantie d’une distribution d’une eau de qualité en permanence sur le territoire du département, le troisième Plan départemental de l’eau signé, le 3 octobre 2017, contient un plan d’actions afin d’assurer avec priorisation la sécurisation de l’alimentation en eau potable des Seine-et-Marnais. A cette fin a été préparé et publié en décembre 2020 un schéma départemental d’alimentation en eau potable de secours dans lequel huit secteurs prioritaires sont définis. La commune fait partie du secteur Bassée Montois.

### Enseignement
La commune ne dispose pas d’école primaire publique (maternelle ou élémentaire).

## Population et société

### Démographie
L'évolution du nombre d'habitants est connue à travers les recensements de la population effectués dans la commune depuis 1793. Pour les communes de moins de 10 000 habitants, une enquête de recensement portant sur toute la population est réalisée tous les cinq ans, les populations de référence des années intermédiaires étant quant à elles estimées par interpolation ou extrapolation. Pour la commune, le premier recensement exhaustif entrant dans le cadre du nouveau dispositif a été réalisé en 2008.

En 2022, la commune comptait 115 habitants, en évolution de +7,48 % par rapport à 2016 (Seine-et-Marne : +3,92 %, France hors Mayotte : +2,11 %).
| 1793 | 1800 | 1806 | 1821 | 1831 | 1836 | 1841 | 1846 | 1851 |
| ---- | ---- | ---- | ---- | ---- | ---- | ---- | ---- | ---- |
| 140  | 128  | 138  | 158  | 174  | 179  | 191  | 172  | 181  |

| 1856 | 1861 | 1866 | 1872 | 1876 | 1881 | 1886 | 1891 | 1896 |
| ---- | ---- | ---- | ---- | ---- | ---- | ---- | ---- | ---- |
| 176  | 201  | 187  | 200  | 178  | 174  | 153  | 153  | 145  |

| 1901 | 1906 | 1911 | 1921 | 1926 | 1931 | 1936 | 1946 | 1954 |
| ---- | ---- | ---- | ---- | ---- | ---- | ---- | ---- | ---- |
| 137  | 136  | 135  | 112  | 119  | 119  | 135  | 147  | 138  |

| 1962 | 1968 | 1975 | 1982 | 1990 | 1999 | 2006 | 2008 | 2013 |
| ---- | ---- | ---- | ---- | ---- | ---- | ---- | ---- | ---- |
| 180  | 209  | 157  | 162  | 137  | 102  | 102  | 103  | 105  |

| 2018 | 2022 | - | - | - | - | - | - | - |
| ---- | ---- | - | - | - | - | - | - | - |
| 110  | 115  | - | - | - | - | - | - | - |

## Économie

### Revenus de la population et fiscalité
En 2017, le nombre de ménages fiscaux de la commune était de 48, représentant 120 personnes et la  médiane du revenu disponible par unité de consommation  de 20 110 euros.

### Emploi
En 2017 , le nombre total d’emplois dans la zone était de 19, occupant 48 actifs  résidants.
Le taux d'activité de la population (actifs ayant un emploi) âgée de 15 à 64 ans s'élevait à 62,7 % contre un taux de chômage de 17,3 %.
Les 20 % d’inactifs se répartissent de la façon suivante : 5,3 % d’étudiants et stagiaires non rémunérés, 5,3 % de retraités ou préretraités et 9,4 % pour les autres inactifs.

### Entreprises et commerces
En 2015, le nombre d'établissements actifs était de 18 dont 3 dans l'agriculture-sylviculture-pêche, 3 dans l’industrie, 3 dans la construction, 5 dans le commerce-transports-services divers et 4  étaient relatifs au secteur administratif.
Ces établissements ont pourvu 29 postes salariés.

### Secteurs d'activité

#### Agriculture
Grisy-sur-Seine est dans la petite région agricole dénommée la « Bassée » ou « Basse Seine », au sud-est du département. En 2010, l'orientation technico-économique de l'agriculture sur la commune est la culture de céréales et d'oléoprotéagineux (COP).
Si la productivité agricole de la Seine-et-Marne se situe dans le peloton de tête des départements français, le département enregistre un double phénomène de disparition des terres cultivables (près de 2 000 ha par an dans les années 1980, moins dans les années 2000) et de réduction d'environ 30 % du nombre d'agriculteurs dans les années 2010. Cette tendance se retrouve au niveau de la commune où le nombre d’exploitations est passé de 4 en 1988 à 2 en 2010. Parallèlement, la taille de ces exploitations augmente, passant de 85 ha en 1988 à 163 ha en 2010.
Le tableau ci-dessous présente les principales caractéristiques des exploitations agricoles de Grisy-sur-Seine, observées sur une période de 22 ans : 
|                                      | 1988 | 2000 | 2010 |
| ------------------------------------ | ---- | ---- | ---- |
| Dimension économique,                |      |      |      |
| Nombre d’exploitations (u)           | 4    | 4    | 2    |
| Travail (UTA)                        | 5    | 7    | 4    |
| Surface agricole utilisée (ha)       | 341  | 509  | 326  |
| Cultures                             |      |      |      |
| Terres labourables (ha)              | 336  | 509  | s    |
| Céréales (ha)                        | 262  | s    | s    |
| dont blé tendre (ha)                 | 120  | 192  | s    |
| dont maïs-grain et maïs-semence (ha) | 116  | s    | s    |
| Tournesol (ha)                       | s    | s    | s    |
| Colza et navette (ha)                | 0    | s    | s    |
| Élevage                              |      |      |      |
| Cheptel (UGBTA)                      | 0    | 0    | 0    |

## Culture locale et patrimoine

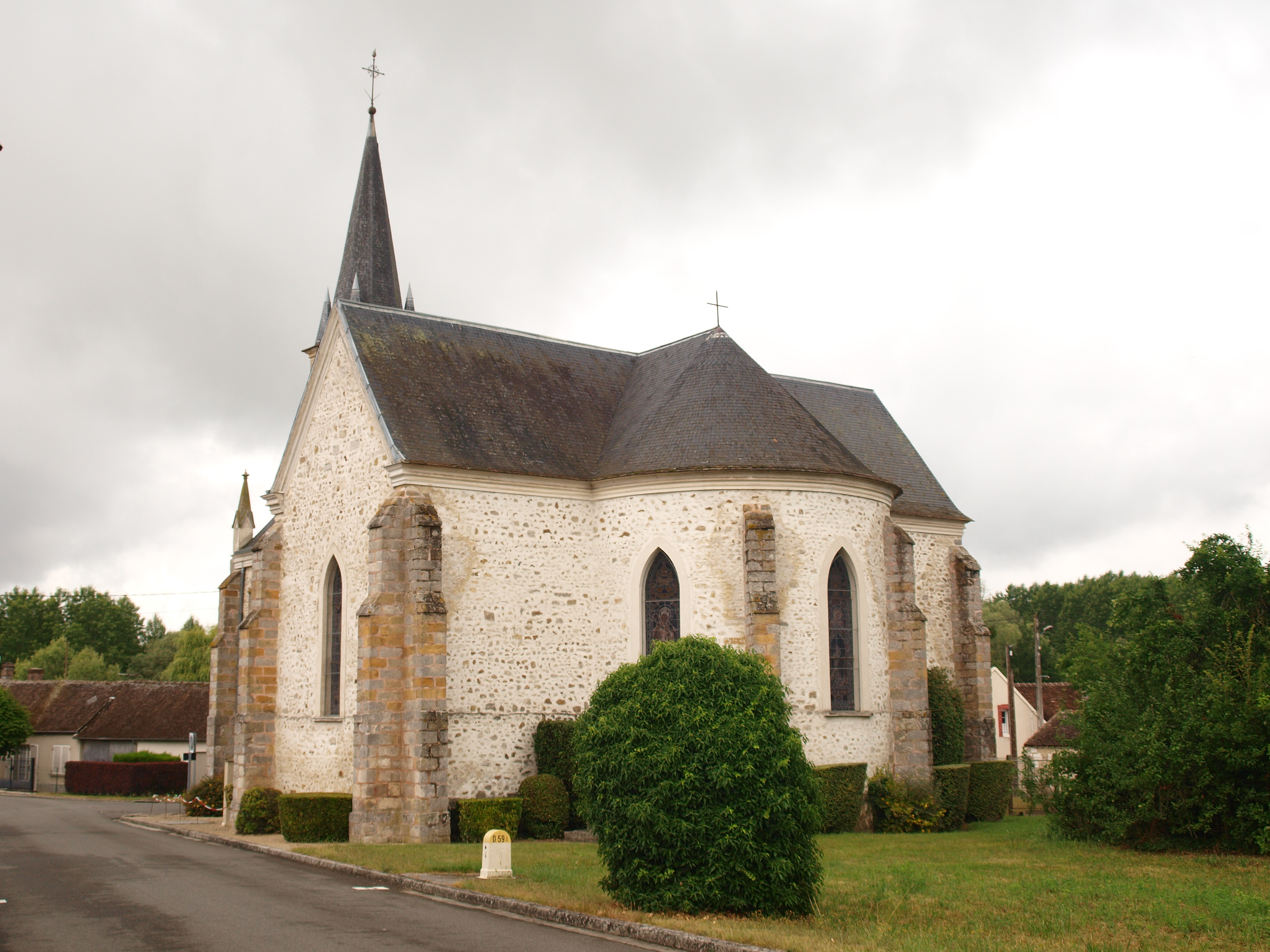
L'église Saint-Médard.

### Lieux et monuments
- L'église Saint-Médard, de 1853[2] ;
- Ferme d’Isle, du XIXe siècle[2] ;
- Mare de la Forêt, une ancienne carrière de matière argileuse[2].

## Pour approfondir